# Златокрила червейоядка
Златокрила червейоядка (Vermivora chrysoptera) е вид птица от семейство Parulidae. Видът е почти застрашен от изчезване.

## Разпространение
Разпространен е в Белиз, Канада, Колумбия, Коста Рика, Куба, Доминиканска република, Еквадор, Салвадор Гватемала, Хаити, Хондурас, Ямайка, Мексико, Никарагуа, Панама, Пуерто Рико, САЩ, Венецуела, Британски Вирджински острови и Вирджински острови.